# Sami septentrional
El sami septentrional o sami del norte (también escrito como sámi o saami, antiguamente lapón) es la más hablada de las lenguas sami. Se habla en la parte norte de Noruega, Finlandia y Suecia. Se estima que es hablado por entre 15000 y 25000 personas.

## Escritura
El sami septentrional se escribe con una versión extendida del alfabeto latino que consta de 29 letras. Este alfabeto fue aprobado en 1979 y modificado por última vez en 1985.

### Alfabeto
| А а | Á á | B b | C c | Č č | D d | Đ đ | E e | É é |
| F f | G g | H h | I i | Í í | J j | K k | L l | M m |
| N n | Ŋ ŋ | O o | Ó ó | P p | R r | S s | Š š | T t |
| Ŧ ŧ | U u | Ú ú | Ů ů | V v | Y y | Ý ý | Z z | Ž ž |

## Fonología

### Consonantes
|                     |             | Labial | Dental | Alveolar | Palatal | Velar |
| Nasal               | plana       | m      | n      |          | ɲ       | ŋ     |
| Nasal               | glotalizada | ʔm     | ʔn     |          | ʔɲ      |       |
| Oclusiva / Africada | sorda       | p      | t      | t͡s       | t͡ʃ      | k     |
| Oclusiva / Africada | sonora      | b      | d      | d͡z       | d͡ʒ      | ɡ     |
| Oclusiva / Africada | preaspirada | ʰp     | ʰt     | ʰt͡s      | ʰt͡ʃ     | ʰk    |
| Fricativa           | sorda       | f      |        | s        | ʃ       | h     |
| Fricativa           | sonora      | v      | ð      |          |         |       |
| Aproximante         | Central     | v      |        |          | j       |       |
| Aproximante         | Lateral     |        |        | l        | ʎ       |       |
| Vibrante            | Vibrante    |        |        | r        |         |       |

### Vocales
|         | Anterior | Posterior | Tranterior | Sprinterior |
| ------- | -------- | --------- | ---------- | ----------- |
| Cerrada | i /i/    | u /u/     | í /ɪ/      | ú /ʊ/       |
| Media   | e /e/    | o /o/     | é /ɛ/      | ó /ɔ/       |
| Abierta | á /a/    | a /ɑ/     | ů /ə/      | ý /ʏ/       |

## Dialectos
El sami septentrional se divide en cuatro dialectos: torne, finnmark occidental, finnmark oriental y sami del mar. 

## Gramática

### Casos gramaticales
El sami septentrional tiene 7 casos gramaticales en el singular, aunque la forma del genitivo y acusativo son semejantes, por lo que algunos consideran que la lengua tiene no más que 6 casos:
- Nominativo
- Genitivo
- Acusativo
- Locativo
- Ilativo
- Comitativo
- Esivo

El esivo tiene la misma forma (-n) en el singular y en el plural: mánnán (como niño/s).
- Datos: Q33947
- Multimedia: Northern Sami language / Q33947